# گائه اولنتی
گائه اولنتی (تلفظ [ˈɡa:e auˈlɛnti]؛ (زادهٔ ۴ دسامبر ۱۹۲۷ میلادی – درگذشتهٔ ۳۱ اکتبر ۲۰۱۲ میلادی) معمار ایتالیایی بود که آثارش شامل طراحی صنعتی و نمایشگاهی، مبلمان، گرافیک، طراحی صحنه، نورپردازی و طراحی داخلی است. او برای چندین پروژه در مقیاس بزرگ، از جمله موزه اورسی در پاریس (۱۹۸۰–۱۹۸۶) با معماری ای‌سی‌تی، گالری هنر معاصر در مرکز پمپیدو در پاریس، بازسازی کاخ گراسی در ونیز (۱۹۸۵–۱۹۸۵) شناخته شده بود. و یکی از معدود زنانی بود که در دوره پس از جنگ در ایتالیا به طراحی مشغول بود، جایی که طراحان ایتالیایی به دنبال ایجاد ارتباط معنادار با اصول تولید فراتر از ایتالیا بودند. این جنبش طراحی آوانگارد به نوع کاملاً جدیدی از معماری ایتالیایی شکوفا شد، معماری پر از آرمان‌شهرهای خیالی که استانداردسازی را به گذشته واگذار کرد.
مشارکت عمیق اولنتی در صحنه طراحی میلان در دهه‌های ۱۹۵۰ و ۱۹۶۰، او را به یک معمار تبدیل کرد که به دلیل توانایی‌های تحلیلی‌اش برای هدایت پیچیدگی‌های شهری بدون توجه به رسانه مورد احترام بود. توسعه مفهومی او را می‌توان در مجله طراحی کازابلا دنبال کرد، که او به‌طور منظم در آن مشارکت داشت.
معاصران او ویتوریو گرگوتی، جانکارلو دی کارلو و آلدو روسی بودند.

## سنین جوانی و تحصیل
گائتانا اولنتی که بومی پالاتزولو دلو استلا (فریولی) است برای معمار شدن در دانشکده معماری میلان دانشگاه پلی‌تکنیک فارغ‌التحصیل شد. او به تایمز گفت که برخلاف امید والدینش مبنی بر اینکه او «دختر خوب جامعه» شود، معماری خوانده است. او سپس به کارکنان مجله طراحی کازابلا پیوست و با همتایان خود در رد معماری استادانی مانند لوکوربوزیه، میس ون در روهه و والتر گروپیوس پیوست. آنها خود را جنبش «نئو لیبرتی» نامیدند که از روش‌های سنتی ساختمانی همراه با بیان سبک فردی طرفداری می‌کردند.

## کار و حرفه
اولنتی کار خود را به عنوان یک معمار خصوصی و طراح آزاد از میلان در سال ۱۹۵۴ آغاز کرد. فعالیت معماری او شامل بسیاری از طراحی‌های مسطح داخلی برای مشتریان شرکت‌ها، از جمله فیات، بانک تجاری ایتالیایی، پیرلی، اولیوتی و نول اینترنشنال بود. کارهای طراحی مستقل او شامل محصولاتی برای پولترونوا، کندل، ایده‌آل استاندارد، لویی ویتون و آرتمیده بود.
اولنتی که به سمت نشریات کتبی منشعب شد، از سال ۱۹۵۵ تا ۱۹۶۵ به عنوان مدیر هنری به عنوان مدیر هنری در مجله طراحی کازابلا-کونتینوئیتا پیوست، و کارهای طراحی گرافیک انجام داد و بعداً در هیئت مدیره مجله بین‌المللی لوتوس (مستقر در میلان از تغییر نام یافته) خدمت کرد. ۱۹۷۴ به بعد). در آن زمان او بخشی از گروهی از متخصصان جوان شد که تحت تأثیر فلسفه ارنستو ناتان راجرز بودند.
اولنتی از سال ۱۹۶۰ تا ۱۹۶۲ در دانشکده معماری ونیز به عنوان دستیار مربی در ترکیب معماری و از سال ۱۹۶۴ تا ۱۹۶۷ در دانشکده معماری میلان دانشگاه پلی تکنیک تدریس کرد. با این تجربیات، او از سال ۱۹۶۷ به عنوان مدعو در کنگره‌ها و موسسات حرفه ای در اروپا و آمریکای شمالی تبدیل شد. او به دنبال عضویت در دو مورد از آنها بود، انجمن آمریکایی طراحان داخلی، ۱۹۶۷، و عضو مطالعات جنبش برای معماری، میلان، ۱۹۵۵–۱۹۶۱. در آن زمان، او همچنین برای یک فروشگاه بزرگ به نام لا ریناشنته طراحی کرد و بعداً برای زانوتا مبلمان طراحی کرد، جایی که او دو تا از شناخته شده‌ترین قطعات خود را ایجاد کرد، صندلی تاشو «آوریل» که از فولاد ضدزنگ با روکش قابل جابجایی ساخته شده بود. و میز «سانمارکو» او از بشقاب شیشه ای ساخته شده است. پس از انتقال از تدریس، اولنتی به لوکا رونکونی پیوست و به عنوان یک همکار در تحقیقات فیگوراتیو برای آزمایشگاه طراحی تئاتر از پراتو، فلورانس (۱۹۷۶–۱۹۷۹) پیوست. او سپس به عنوان نایب رئیس انجمن طراحی صنعتی ایتالیا (ای‌دی‌آی) نیز خدمت کرد.
در سال ۱۹۸۱، او انتخاب شد تا ایستگاه قطار ۱۹۰۰ معماری هنرهای زیبا، یک مکان دیدنی دیدنی که در اصل توسط ویکتور لالوکس طراحی شده بود، به موزه اورسی، موزه ای از هنر عمدتاً فرانسوی از ۱۸۴۸ تا ۱۹۱۵ تبدیل شود. کار او در موزه اورسی منجر به سفارش‌هایی برای ایجاد فضایی برای موزه ملی هنر مدرن در مرکز ژرژ پمپیدو در پاریس شد. بازسازی کاخ گراسی به عنوان یک موزه هنری در ونیز. تبدیل سفارت قدیمی ایتالیا در برلین به آکادمی علوم. و بازسازی یک سالن نمایشگاهی در سال ۱۹۲۹ در بارسلونا به نام موزه ملی هنر کاتالونیا در سانفرانسیسکو، او کتابخانه اصلی معماری هنرهای زیبا شهر را به موزه هنر آسیایی تبدیل کرد. در سال ۲۰۱۱، اولنتی بر گسترش فرودگاه پروجا نظارت داشت.
اولنتی همچنین گاهی به عنوان طراح صحنه برای لوکا رونکونی، از جمله برای شنبه روشنایی (۱۹۸۴) کار می‌کرد. او همچنین شش فروشگاه را برای طراح مد آدرین ویتادینی برنامه‌ریزی کرد، از جمله یکی در رودئو درایو در لس آنجلس. او حتی مانکن‌ها را طراحی کرد.
کار اولنتی در تئاتر بسیار معماری بود، زیرا او «جعبه منظره را نه به عنوان ظرفی برای تزئین و قابل تشخیص به معنای چیزی که قبلاً شناخته شده است، بلکه به عنوان یک فضای واقعی به خودی خود می‌دید.»
کار او با بیش از ۲۰۰ اثر ساخته شده به پایان رسید.

## برگزیده نمایشگاه‌های انفرادی و گروهی[۹]
- ۱۹۶۳: جنبه‌های هنر معاصر، لاکویلا، ایتالیا
- ۱۹۶۷: گائه اولنتی، فروشگاه گیمبلز، نیویورک
- ۱۹۶۸: طراحی ایتالیایی، گالری هالمارک، نیویورک
- ۱۹۷۲: ایتالیا: منظره داخلی جدید، موزه هنر مدرن، نیویورک[۱۰]
- ۱۹۷۹: گائه اولنتی، غرفه هنر معاصر، میلان
- ۱۹۸۵: پیوندهای انتخابی،[۱۱] تریه‌ناله میلان
- ۱۹۸۵: ۱۰ پیشنهاد برای میلان، تریه‌ناله میلان

## سبک
اولنتی در دوره پس از جنگ ایتالیا کار کرد و در عین حال قطعاتی را خلق کرد که در طیف گسترده‌ای از سبک‌ها و تأثیرات قرار داشتند. او همیشه می‌خواست تمرکز اتاق روی ساکنان باشد، و معتقد بود که مردم اتاق را به یک اتاق تبدیل می‌کنند. او سبک متواضعی داشت. وگ به نقل از او گفت: «توصیه به هر کسی که از من می‌پرسد چگونه خانه ای بسازم این است که چیزی نداشته باشم، فقط چند قفسه برای کتاب، چند بالش برای نشستن. و سپس، موضع‌گیری در برابر امر زودگذر، در برابر روندهای گذرا… و بازگشت به ارزش‌های پایدار.»

## کارهای مختلف
- پولترونوا، صندلی‌گهواره‌ای ازگارسول، ۱۹۶۲
- پولترونوا، مجموعه لوکوس سولوس، ۱۹۶۴
- اولیوتی، مارتینلی لوس پیپیسترلو چراغ رومیزی، ۱۹۶۵
- نول، میز جامبو، ۱۹۶۵
- فونتانا آرته، لامپ‌های کلمه، ۱۹۸۰
- فونتانا آرته، میز با چرخ، ۱۹۸۰
- فونتانا آرته، تور، ۱۹۹۳
- گلدان گایکالر، ۲۰۰۵
- نمایشگاه اولیوتی در پاریس، ۱۹۶۵
- موزه اورسای، ۱۹۸۰–۱۹۸۶
- موزه ملی هنر مدرن در مرکز ژرژ پمپیدو در پاریس، ۱۹۸۲–۱۹۸۵
- بازسازی پالاتسو گراسی، ۱۹۸۵–۱۹۹۳
- بازسازی موزه هنر ملی کاتالونیا (MNAC)، ۱۹۹۰
- ویلا در تورکیا وکیا، حدود ۱۹۹۱
- موزه هنرهای آسیایی در سانفرانسیسکو، ۲۰۰۳
- کاخ برانچیفورته، پالرمو

## مرگ و میراث
اولنتی در ۳۱ اکتبر ۲۰۱۲، تنها چند هفته قبل از تولد ۸۵ سالگی‌اش، در میلان درگذشت. او از بیماری مزمن رنج می‌برد و آخرین حضور عمومی خود را در ۱۶ اکتبر، زمانی که جایزه حرفه ای را در تریه‌ناله میلان دریافت کرد، انجام داد. اولنتی در دسامبر ۲۰۱۲، بلافاصله پس از مرگش، توسط پیازا گای اولنتی در میلان گرامی داشته می‌شود.
بخشی از مقالات، طراحی‌ها و طرح‌های اولنتی از جمله طراحی‌های طراحی موزه هنر آسیایی در سانفرانسیسکو، کالیفرنیا در آرشیو بین‌المللی زنان در معماری در کتابخانه نیومن، ویرجینیا تک جمع‌آوری شده است.

## جوایز
- در سال ۱۹۶۴ سه‌سالانه میلان، اولنتی جایزه بزرگ بین‌المللی را برای قطعه‌اش در پاویون ایتالیا دریافت کرد.[۱۳] قطعه او اتاقی بود با دیوارهای آینه ای با شبح‌های بریده شده از زنان الهام گرفته از پیکاسو. عنوان آن «آریوو آل ماره» بود. او همچنین از سال ۱۹۷۷ تا ۱۹۸۰ در هیئت اجرایی سه سالانه خدمت کرد. در سال ۱۹۹۱، او جایزه معتبر پریمیوم امپریال را دریافت کرد.
- جایزه یوبی برای طراحی صحنه، میلان، ۱۹۸۰[۱۳]
- مدال معماری، آکادمی معماری، پاریس، ۱۹۸۳[۱۳]
- جایزه جوزف هافمن، دانشگاه هنرهای کاربردی، وین، ۱۹۸۴[۱۳]
- نشان افتخار شوالیه لژیون، فرانسه، ۱۹۸۷[۱۳]
- فرمانده، نشان هنر و ادب، فرانسه، ۱۹۸۷[۱۳]
- رئیس افتخاری معماری، مرچاندایز مارت شیکاگو، ۱۹۸۸[۱۳]